# Лебединая песня (фразеологизм)
Лебединая песня, лебединая песнь (др.-греч. κύκνειον ἆσμα, лат. cantus cycneus), лебединый голос (лат. сycnea vox) — фразеологизм. Установившееся значение: последнее, обычно наиболее значительное, произведение кого-либо; последнее проявление таланта, способностей и т. п. Как иносказание означает предсмертное сочинение. Выражение основано на народном поверье, согласно которому лебеди, непевчие, «молчащие» птицы, за несколько мгновений до смерти обретают голос, и это предсмертное пение лебедей удивительно красиво.
В древнегреческой мифологии лебедь (лебедь-кликун) считался главным атрибутом бога Аполлона (Феба). В Гомеровском гимне к Аполлону говорится:
Феб! Воспевает и лебедь тебя под плескание крыльев,

С водоворотов Пенейских взлетая на берег высокий.
Мотив «лебединой песни» не был известен в древности, его нет у Гомера, Гесиода, а также в гомеровских гимнах. Лебедь в священных местах Аполлона поёт постоянно, славя рождение бога на Делосе, или предвещая его появление. Еврипид пишет о сладкозвучных песнях лебедя в храме Феба в «Ионе», о пении лебедя на священном озере Делоса — в «Ифигении в Тавриде». Каллимах пишет: «Лебеди, голосистые певцы бога, покинувши меонийский (лидийский) Пактол облетели Делос кругом семь раз. Эти самые певучие из птиц воспели роды Лето. На этом основании отрок натянул впоследствии столько же струн на лиру, сколько раз эти лебеди воспели муки его рождения. Они ещё не воспели в восьмой раз, как родился Аполлон». Клавдий Элиан сообщал, что во время священнодействий в храме Аполлона в Гиперборее с Рифейских гор слетаются тучи лебедей, «они облетают храм, как бы очищая его своим полетом», а затем чинно рассаживаются на ограде храма, «представляя собой зрелище величественное по множеству и красоте». Когда же певцы начинают славить бога в сопровождении кифаристов, «тогда и лебеди сообща присоединяются к пению и никоим образом нигде не поют нескладно или неточно», виртуозно исполняя мелодию, подобно опытным певцам, руководимым хорегом. И целый день «вышеназванные пернатые певцы все вместе прославляют и воспевают бога». Аристофан говорит о «пифийском лебеде». По Корнуту: «Аполлону посвящен лебедь — самая музыкально одаренная и, вместе с тем, самая светлая из птиц». Артемидор Далдианский писал: «Лебедь означает музыку и тех, кто к ней причастен, а окраской своей означает раскрытие тайн. Недужным он во сне предвещает выздоровление, но если запоёт — то смерть, потому что лебедь поёт лишь перед смертью». Аристотель сообщает о лебедях: «они способны петь, и поют в особенности при своей кончине: они улетают в море, и некоторые люди, плывя около Ливии, встречали в море многих лебедей, поющих жалобным голосом, и среди них видели несколько умирающих». Клавдий Элиан пишет: «То, что лебеди славятся своим пением, — общеизвестно. Я не слышал их песен; вообще, может быть, это не довелось никому, и все принимают на веру, что лебеди поют. Считается, что голоса этих птиц особенно прекрасны и сладкозвучны перед концом жизни».
По схолиасту к Аполлонию Родосскому, историки Ферекид и Ариет рассказывали, что Аполлон увез свою возлюбленную Кирену с Пелиона на золотой колеснице, запряженной лебедями. У Филострата Младшего Аполлон обещает Гиацинту среди всех прочих своих благ «дать ему возможность на лебедях объехать те страны, где чтут Аполлона и что милы ему самому».
В прозаическом изложении Гимерия дошёл не сохранившийся гимн Алкея Аполлону. Его переложил обратно на стихи Джон Максвелл Эдмондс и перевёл Вячеслав Иванов:

Когда родился Феб-Аполлон, ему

Златою митрой Зевс повязал чело,

И лиру дал, и белоснежных

Дал лебедей с колесницей лёгкой.
— Алкей. Гимн Аполлону (перевод Вячеслава Иванова)
Впервые мифологема встречается в басне «Лебедь» (др.-греч. Κύκνος και δεσπότης) древнегреческого автора Эзопа (VI век до н. э.):

Говорят, что лебеди поют перед смертью.
Оригинальный текст (др.-греч.)Τοὺς κύκνους φασὶ παρὰ τὸν θάνατον ᾄδειν.
— Эзоп. Лебедь
У древнегреческого драматурга Эсхила (ок. 525—456 до н. э.), сравнивая предсмертные вдохновенные слова человека с последним жалобным звуком умирающего лебедя, Клитемнестра говорит о пленной троянской пророчице Кассандре, убитой вместе с Агамемноном:

та, которая подобно лебедю

пропела последнюю смертную жалобу
Оригинальный текст (др.-греч.)ή δὲ τοῦ κύκνου δίκην

τὸν ὕστατον μέλψασα θανάσιμον γόον
— Эсхил. Агамемнон. 1445
Римский оратор Цицерон излагает речь Сократа в «Диалоге» Платона:

Он говорит, что подобно тому как лебеди, получившие от Аполлона, которому они посвящены, дар пророчества, предвидят, каким благом будет для них смерть, и умирают с пением и с радостью, — так же должны поступать и все добрые и мудрые.
Оригинальный текст (лат.)Commemorat, ut cycni, qui non sine causa Apollini dicati sint, sed quod ab eo divinationem habere videantur, qua providentes, quid in morte boni sit, cum cantu et voluptate moriantur, sic omnibus bonis et doctis esse faciendum.
— Цицерон. Тускуланские беседы. I, 30, 73
Цицерон о последней речи Лициния Красса:

Эта речь была как бы лебединым голосом божественного мужа.
Оригинальный текст (лат.)Illa tanquam cycnea fuit divini hominis vox et oratio.
— Цицерон. Об ораторе. III, 2, 6
После Цицерона словосочетание «лебединая песня» в значении «последнее проявление таланта, шедевр, вершина творчества, яркий, значимый поступок, совершённый в конце профессиональной карьеры», стало устойчивым.